# Kyle Thompson
Kyle Thompson (Illinois, 11 de janeiro de 1992) é um fotógrafo norte-americano. Seu estilo, como ele descreve, é uma fotografia surreal e conceitual; a criação de um mundo surreal, a fim de representar conceitos. Ele tem um fascínio com casas abandonadas e florestas vazias, locais onde ocorrem a maioria das suas fotografias. Ele é especialista em auto-retrato. Ele não tem educação formal na fotografia.

## Início de vida
Thompson viveu nos subúrbios de Chicago toda a sua vida.

## Estilo
Thompson é conhecido pelo uso de locais incomuns. Ele frequentemente usa casas abandonadas, florestas vagas, rios e lagos. Seu amor pela vida ao ar livre surgiu a partir de sua aversão dos subúrbios onde ele cresceu. Ele diz que "os subúrbios são uma realidade falsa e construída". Ele também é conhecido por utilizar água, fumaça e efeitos de iluminação para realçar uma sensação surreal de suas fotos. Adereços também são uma parte importante do seu trabalho - algumas de suas fotos apresentam balões, espelhos, modelos de navios, televisores analógicos antigos e material longo para transmitir conceitos abstratos.